# HuniePop
HuniePop is een dating sim-puzzelspel uitgegeven door HuniePot. Het spel is tot stand gekomen na een Kickstarter campagne. Het spel is zowel in een gecensureerde, als in een ongecensureerde versie uitgegeven. In HuniePop moet de speler meerdere vrouwen versieren met als uiteindelijk doel om met hen allemaal seks te hebben. HuniePop kreeg over het algemeen positieve recensies. 

## Gameplay
In HuniePop is de speler een onzekere man of vrouw die het moeilijk vindt mensen aan te spreken en te versieren. De speler wordt bezocht door Kyu, een fee die de speler gaat helpen de vrouwen in de stad te versieren. Credits genaamd Munie kunnen verdiend worden door de vrouwen cadeaus te geven of overhoringen over hun persoonlijkheid succesvol te volbrengen. Munie kan gebruikt worden om cadeaus voor de vrouwen te kopen of de eigenschappen van de speler zelf te verbeteren. Wanneer een van de vrouwen akkoord gaat om met de speler op een afspraakje te gaan, volgt een puzzelspel dat succesvol volbracht moet worden. Het puzzelspel bestaat uit een veld met verschillende symbolen die in rijen van minimaal drie gelijken geplaatst moeten worden, vergelijkbaar met spellen als Candy Crush Saga en Bejeweled. Tijdens de date kan de speler cadeaus geven die de puzzel makkelijker maken door bijvoorbeeld één symbool te verwijderen of bepaalde symbolen een hogere score te laten geven. Wanneer er 5 succesvolle dates met één vrouw zijn geweest, kan zij overgehaald worden om mee naar huis te gaan om seks te hebben. Wanneer alle vrouwen versierd zijn volgt Alpha Mode, waarbij de speler steeds moeilijkere puzzels krijgt die oneindig door gaan. 

## Personages
In HuniePop heeft de speler de mogelijkheid om acht verschillende vrouwen te versieren (12 indien men alle extra personages vrij speelt).
Kyuis een liefdesfee die de speler helpt om een echte versierder te worden. Ze is een pittige dame die geen problemen heeft met scheldwoorden en haar liefde voor pornografie niet onder stoelen of banken steekt. Kyu is ook te versieren nadat de speler met één andere vrouw seks heeft gehad.
Beliis een jonge vrouw van Indische afkomst die erg spiritueel is. Ze geeft les in yoga en trekt zich problemen in de wereld erg aan. Ze is zachtaardig en verheft nooit haar stem.
Jessieis een vrouw van rond de 40 die haar geld verdiend met erotische webcamshows en strippen. Ze is erg sensueel en zelfverzekerd en noemt de speler constant 'mommy' of 'daddy' afhankelijk van het geslacht dat de speler zelf heeft opgegeven.
Aikois een Japanse vrouw die les geeft op een middelbare school. Ze is stiekem een feestbeest en is vaak te lui of te moe om les te geven. Liever slijt ze haar tijd in het casino en drinkt ze bier.
Tiffanyis een jonge blondine die nog op school zit. Ze is gek op cheerleaden en vindt naar school gaan en studeren leuker dan werken. Ze gebruikt vaak ouderwetse uitdrukkingen zoals what's shakin' bacon?
Nikkiis een verlegen, schuchter meisje dat gek is op oude videogames en internetten. Ze werkt als barista bij een koffiehuis, maar doordat ze de hele dag contact met mensen moet hebben, vindt ze het werk vreselijk.
Lolais een stewardess met lange donkere krullen. Ze is gewoonlijk vriendelijk, maar ze kan fel uit de hoek komen als ze haar koffie niet op heeft. Het is moeilijk om haar op afspraakjes te vragen aangezien ze zo vaak aan het werk is.
Audreyis een jonge roodharige met een heel grote mond. Ze kat iedereen om haar heen af, inclusief de speler. Voor haar bestaat het leven alleen uit shoppen, drinken, drugs gebruiken en feesten.
Kyannais een jonge moeder van Mexicaanse afkomst. Ze werkt als kapster en is verslaafd aan sporten. Tiffany is vaak babysitter voor haar jonge zoontje, wat ze met veel plezier doet.

## Vervolg
In april 2016 verscheen van dezelfde makers HunieCam Studio. Enkele van de personages uit Huniepop komen hier ook in voor maar het spel speelt zich af in een kantooromgeving. Dit spel werd minder goed ontvangen dan HuniePop.
In 2021 verscheen Huniepop 2: Double Date. In dit spel moet de speler puzzels oplossen terwijl zij op date zijn met 2 vrouwen tegelijkertijd. 